# Anse Étoile
Anse Étoile est un district des Seychelles de l'île de Mahé.

## Géographie

### Démographie
Le district d'Anse Étoile couvre 5,8 km2 et compte 4 272 habitants (2002).